# NGC 6859
NGC 6859 – gwiazda optycznie potrójna znajdująca się w gwiazdozbiorze Orła. Skatalogował ją George Phillips Bond 24 listopada 1852 roku jako bardzo małą gromadę gwiazd. Na najnowszych zdjęciach z przeglądu Pan-STARRS najbardziej na północ wysuniętą gwiazdę z tej trójki udało się rozdzielić na dwa składniki, obiekt NGC 6859 należałoby zatem traktować jako gwiazdę optycznie poczwórną.